# Kalcedonsko vjerovanje
Kalcedonsko vjerovanje, također i Kalcedonska ispovijest vjere, prihvaćeno je 451. na Kalcedonskom saboru u Maloj Aziji. To je bio jedan od prvih sedam ekumenskih sabora. Ovaj sabor, pa tako ni Vjerovanje, ne prihvaćaju Istočne pravoslavne Crkve, a prihvaćaju ga Katolička Crkva, Pravoslavne Crkve, Engleska crkva, te mnoge protestantske crkve.

## Nastanak vjerovanja
Kalcedonsko vjerovanje nastalo je u vrijeme rasprava između zapadnih i istočnih kršćana o značenju Utjelovljenja, o utjecaju cara na Crkvu, te o prevlasti rimskoga pape. Sadržaj ovog vjerovanja, koje se bavi Kristovim naravima već je prisutan u pismu što ga je papa Lav I. prethodno poslao carigradskom patrijarhu Flaviju. Taj Lavov »Tomos«, kako je na saboru nazvan, prihvatila je većina biskupa.
Svi su biskupi tada imali potpisati Lavov »Tomos«, no 13 egipatskih biskupa to je odbilo, pa su carevi savjetnici odlučili da je neophodno izglasati novo Vjerovanje, te su njegov tekst predočili ocima. Oko toga ipak nije postignut konsenzus.
Paskanije, papin izaslanik koji je predsjedao saborom, tada je zaprijetio da će se vratiti u Rim i sazvati sabor u Italiji, s čime se složio i car Marcijan. To je navelo biskupe da popuste, te su prihvatili rečenicu u kojoj se kaže da su, prema Lavovoj odluci, u Kristu prisutne dvije naravi, sjedinjene, nepromjenjive, neodjeljive. To se naziva Kalcedonskim vjerovanjem izvorni tekst na WikIzvoru: tekst.

## Značenje i posljedice
U vrijeme kristološke rasprave o tome jesu li u Kristu prisutne dvije naravi, ljudska i božanska, ili samo jedna, božanska, Kalcedonsko vjerovanje jasno je izreklo vjeru u dvije naravi u Kristu. One nisu međusobno pomiješane i božanska narav nije poništila ljudsku.
Takav nauk nije prihvatila aleksandrijska Crkva, jer ga je vidjela kao odstupanje od nauka Ćirila Aleksandrijskog o Kristovu jedinstvu. Stoga je ova Crkva držala da je trebalo biti proglašeno da je Krist »od dvije naravi«, a ne »u dvije naravi.« Takav se nauk naziva »miafizitizam«, premda ga se često pogrešno imenuje »monofizitizmom.« Prema njemu nastala je i podjela među Crkvama, jer su miafizitizam prihvatile Koptska i Etiopska Crkva, te »jakobitske« Crkve u Siriji i Armeniji. Zajednički se one nazivaju Istočno pravoslavnim Crkvama.
Ipak, u drugoj polovici 20. stoljeća njihov miafizitski nauk prihvaćen je kao moguće tumačenje pravovjernog shvaćanja kršćanske vjere, a to su potvrdili carigradski patrijar Bartolomej I. u ime Pravoslavnih Crkava, te papa Ivan Pavao II. u ime Katoličke Crkve.